# Szeroki Nurt
Szeroki Nurt – prawe (wschodnie) ramię boczne Odry, w Dolinie Dolnej Odry, w woj. zachodniopomorskim. Po Szerokim Nurcie przebiega tor wodny Świnoujście–Szczecin.
Wody Szerokiego Nurtu stanowią morskie wody wewnętrzne, a ich obręb jest włączony w granice administracyjne portu morskiego Police.
Szeroki Nurt ma początek, gdzie wyspa Długi Ostrów rozdziela Odrę na lewe ramię Wąski Nurt (Kanał Policki) oraz na prawe ramię Szeroki Nurt. Ramię mija po lewej stronie wyspy: Długi Ostrów, Mały Karw, Wielki Karw. Do Szerokiego Nurtu uchodzi od prawego brzegu struga Raduń oraz Kanał Jedliny. Dalej oba ramiona Szeroki Nurt i Wąski Nurt łączą się w ujściowy odcinek Odry.
Wschodni brzeg Szerokiego Nurtu stanowi granicę administracyjną pomiędzy miastem Police a obszarem wiejskim gminy Goleniów.
Z Szerokiego Nurtu (tor wodny Świnoujście–Szczecin) korzystają statki i zestawy pchane lub holowane o zanurzeniu przekraczającym 3 m, natomiast żegluga jednostek o zanurzeniu do 3 m powinna odbywać się Wąskim Nurtem (Kanałem Polickim).
Siedliska na Szerokim Nurcie objęto ochroną, tworząc obszar „Ujście Odry i Zalew Szczeciński” sieci Natura 2000.
Do 1945 r. stosowano niemiecką nazwę Weite Strewe. W 1949 r. ustalono urzędowo polską nazwę Szeroki Nurt.